# Journalistik
Journalistik er indsamling, bearbejdning og formidling af nyheder og information der vedrører nyhederne til et publikum. Ordet bruges både om metoden til at undersøge nyheder og den litterære stil, som bruges til at videreformidle det. Personer der udfører journalistik kaldes ofte journalister.
De medier som journalistik videreformidles via varierer afhængigt af indhold, men de inkluderer trykte aviser og blade, tv og radio samt digital udgaver, der offentliggøres via hjemmesider og applikationer.
I det moderne samfund er nyhedsmediet den vigtigste leverandør af information og meninger om offentlige anliggender. Journalistik er dog ikke altid begrænset til nyhedsmedier eller til nyhederne selv, da journalistisk kommunikation kan publiceret via litteratur og film. I nogle nationer er nyhedsmedierne stadig kontrolleret ved statslig indgriben, og er således ikke et helt uafhængigt organ.
I demokratiske samfund spiller adgang til gratis information en central rolle i opbyggelsen af et system af kontrol og balance, og distribution mellem regeringer, virksomheder, enkeltpersoner og andre sociale enheder. Adgang til verificerbare oplysninger indsamlet af uafhængige medier, der overholder de journalistiske standarder, kan også være til nytte for den almindelige borgere, ved at give dem de værktøjer, de behøver for at kunne deltage i den politiske proces.
Man snakker om et fjerde led i den tredelte statsmagt. Magten er derfor ikke længere fordelt mellem den lovgivende, den dømmende og den udøvende, men også pressen. Denne magt opstår med det faktum at pressen igennem journalistik kan styre rammerne for den nationale samt internationale debat om centrale inden for blandt andet politik. Denne magt giver også anledning til kritik, hvor udtrykket falske nyheder er udsprunget fra. Her tales der om bevidst som ubevidst udbredning af forkert information med henblik på vildledning. Dog er meningsjournalistik også vundet frem, hvor at princippet om objektivitet er lagt væk. Her lægges der derimod vægt på en stor diversitet af subjektive journalister og medier, hvor borgeren kan høre forskellige synspunkter dog alle begrundet med saglige argumenter.
Journalistikkens rolle og status, sammen med massemediet, har gennemgået store forandringer i løbet af de sidste to årtier med fremkomsten af digital kommunikation og udgivelse af nyheder på internettet. Dette har skabt en ændring i forbruget af de trykte mediekanaler, i takt med at folk i stigende grad får nyheder via tablets, smartphones og andre elektroniske enheder, hvilket udfordrer nyhedsorganisationer til fuldt ud at kunne tjene penge på deres digitale medier, samt udvikle den måde hvorpå de publicere nyheder på tryk. Især i det amerikanske medielandskab har redaktioner reduceret deres personale og nyhedsdækning som traditionelle mediekanaler, såsom fjernsyn, og kæmpe med med faldende publikum. For eksempel har CNN mellem 2007 og 2013 reduceret deres historie til næsten halvdelen af dens originale længde.